# University of Colorado System
Die University of Colorado System ist ein Verbund öffentlicher Hochschulen und verfügt über vier Campus im US-Bundesstaat Colorado:
- University of Colorado Boulder (Hauptsitz, ca. 30.265 Studenten, Sitz der Colorado Buffaloes Mannschaften)
- University of Colorado Colorado Springs (ca. 11.132 Studenten)
- University of Colorado Denver (ca. 14.369 Studenten)
- Anschutz Medical Campus (ca. 3.901 Studenten)

Mit rund 30.000 Arbeitsplätzen ist es der drittgrößte Arbeitgeber des US-Bundesstaates Colorado. Davon waren im Herbst 2014 rund 3.300 wissenschaftliche Mitarbeiter und Professoren sowie weitere 1.600 in Vollzeit angestellte Instruktoren.